# Barent Avercamp

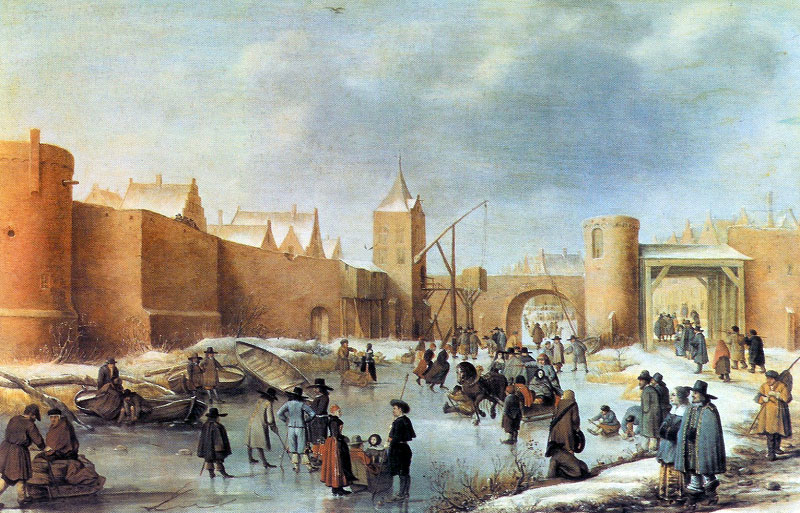
Zimowy pejzaż, ok. 1665

Barent Avercamp (ur. 1612 lub 1613 w Kampen, poch. 24 października 1679 tamże) – holenderski malarz barokowy.

## Życiorys
Był siostrzeńcem i uczniem Hendricka Avercampa. Większą część życia spędził w Kampen, gdzie piastował liczne funkcje publiczne. W 1656 wstąpił do tamtejszej gildii św. Łukasza, a w 1662 i 1677 był jej dziekanem. Przebywał również w Zwolle (1615-1626) i Zutphen (1640-1647). Oprócz malarstwa zajmował się też handlem drewnem; był właścicielem młyna i garncarnii.

## Twórczość
Artysta znany głównie z zimowych pejzaży, ożywionych barwnym sztafażem. Malował też sceny rodzajowe, obiekty architektoniczne oraz portrety. Jego prace znajdują się m.in. w Luwrze i Rijksmuseum. Ze względu na znaczne podobieństwo jego wczesnych obrazów do dzieł wuja, ich atrybucja bywa utrudniona.